# Grivița (gmina w okręgu Vaslui)
Grivița – gmina w Rumunii, w okręgu Vaslui. Obejmuje miejscowości Grivița, Odaia Bursucani i Trestiana. W 2011 roku liczyła 3293 mieszkańców.